# جوناثان بار
جوناثان بار (بالنرويجية: Jonathan Parr‏) مواليد 21 أكتوبر 1988 في أوسلو، هو لاعب كرة قدم نرويجي يلعب مع إيبسويتش تاون كمدافع. مثّل منتخب النرويج لكرة القدم.

## المسيرة الاحترافية

### أندية لعب لها
- نادي أوليسوند
- كريستال بالاس
- إيبسويتش تاون

## روابط خارجية
- جوناثان بار على موقع IMDb (الإنجليزية)
- جوناثان بار على موقع اتحاد النرويج (النرويجية)
- جوناثان بار على موقع قاعدة بيانات كرة القدم.إي يو (الإنجليزية)
- جوناثان بار على موقع ناشيونال فوتبول تيمز (الإنجليزية)
- جوناثان بار على موقع Soccerbase.com (لاعب) (الإنجليزية)
- جوناثان بار على موقع Soccerway.com (الإنجليزية)
- جوناثان بار على موقع عالم كرة القدم.نت (الإنجليزية)
- جوناثان بار على موقع AS.com (الإسبانية)